# Skytanthus acutus

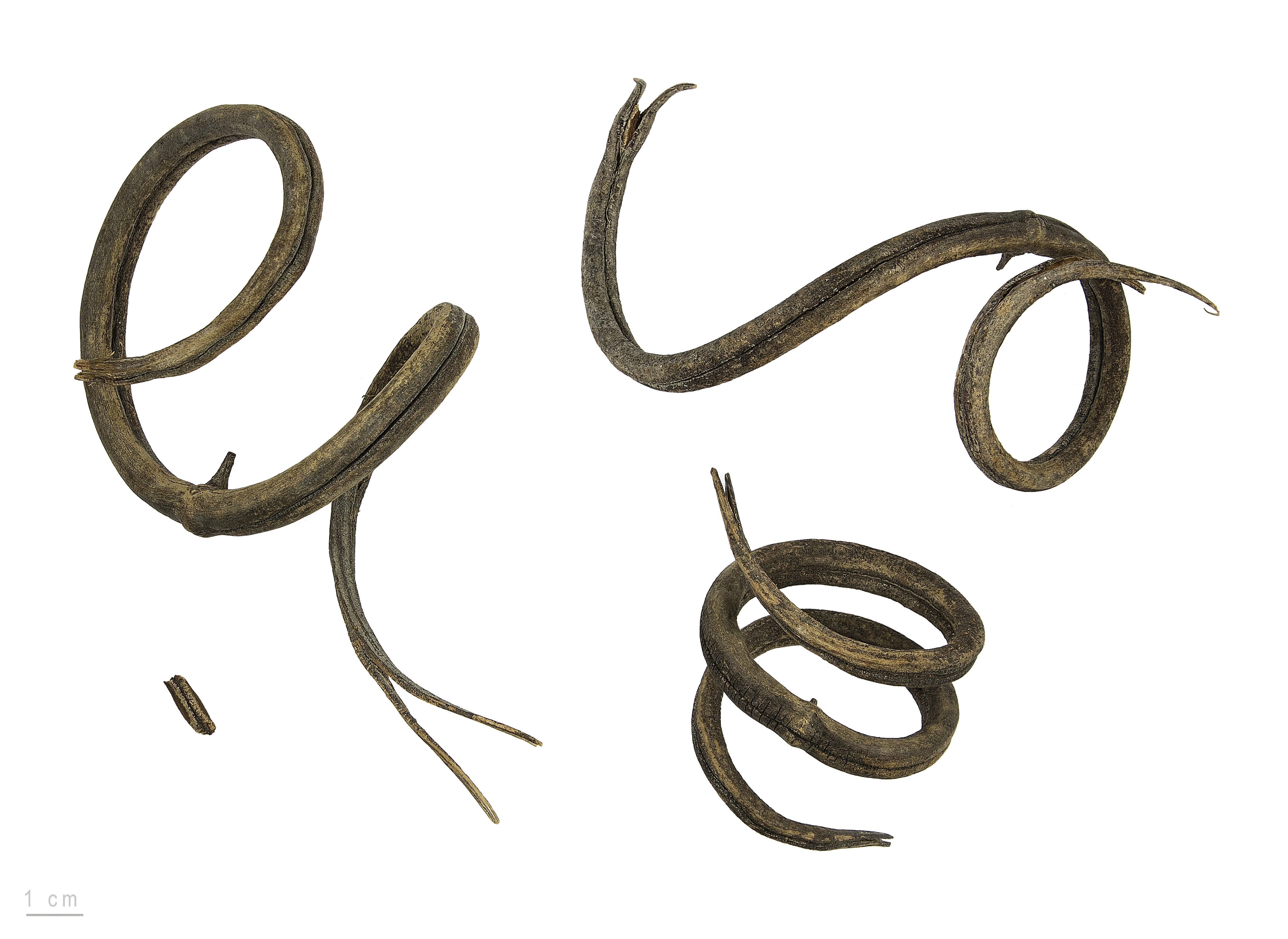
Skytanthus acutus

Skytanthus acutus là một loài thực vật có hoa trong họ La bố ma. Loài này được Meyen miêu tả khoa học đầu tiên năm 1834.